# Op de Vrouweheide
Op de Vrouweheide is een voormalige korenmolen op de Vrouwenheide, even ten zuiden van Ubachsberg in de Nederlandse provincie Limburg.
De windmolen staat op het Plateau van Ubachsberg.

## Geschiedenis
De molen werd in 1858 gebouwd. De molen bleef tot 1925 in bedrijf en verviel daarna tot een ruïne. In 1958 volgde een uitwendige restauratie als stilstaand monument. Het binnenwerk was rond 1950 reeds verwijderd. De molen was na de restauratie tot 1975 in gebruik als café-restaurant. Sinds 1980 is de molen in gebruik als woning. Bij een omvangrijke restauratie in 1989 werd de molen uitwendig weer in de originele staat gebracht. De molen is particulier eigendom en is in principe draaivaardig.
Sinds 1967 is de molen een rijksmonument.

## Trivia
- Het is met 216 meter boven NAP de hoogstgelegen windmolen van Nederland.[1]
- Hoewel de windmolen in 1858 is gebouwd, staat op het gebouw zelf aangegeven dat 1857 het bouwjaar is.

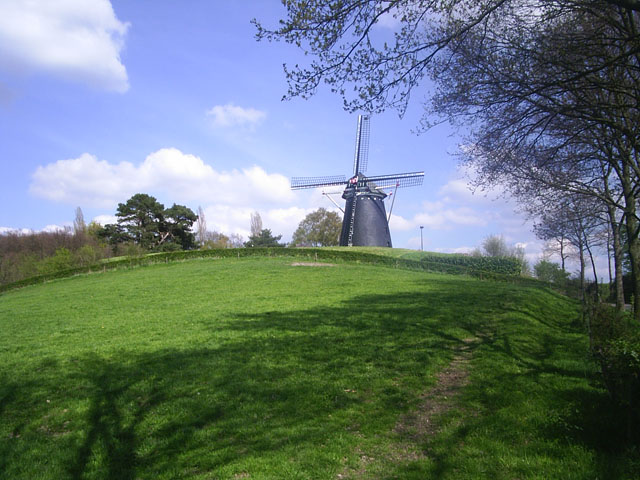